# Montecristi (canton)
Pour les articles homonymes, voir Montecristi (homonymie).
Montecristi est un canton d'Équateur, situé dans la province de Manabí. Ce canton est célèbre pour être un haut-lieu de la fabrication des panamas, ainsi que le lieu de naissance de Eloy Alfaro. La Constitution équatorienne de 2008 a été rédigée et approuvée par l'Assemblée Constituante à Montecristi, avant d'être ratifiée par référendum le 28 septembre 2008.